# John Hicks
Sir John Richard Hicks (8. dubna 1904, Warwick, Spojené království – 20. května 1989, Blockley, Spojené království) byl britský ekonom, jeden z nejvýznamnějších a nejvlivnějších ekonomů dvacátého století. Mezi jeho nejvýznamnější příspěvky ekonomii patří teorie spotřebitele v mikroekonomii a IS-LM model, který shrnuje keynesiánský pohled na makroekonomii.
V roce 1972 spolu s Kennethem Arrowem získal Cenu Švédské národní banky za rozvoj ekonomické vědy na památku Alfreda Nobela za „průkopnické příspěvky k teorii všeobecné rovnováhy a teorii blahobytu“.

## Kariéra
John Hicks absolvoval bakalářská studia na Oxfordské univerzitě. V letech 1929–1935 vyučoval na Londýnské škole ekonomie a politických věd. V letech 1935–1938 působil na Univerzitě v Cambridgi a v letech 1938–1946 byl profesorem politické ekonomie na Manchesterské univerzitě. V letech 1950–1965 byl profesorem a od roku 1965 do své smrti emeritním profesorem na Oxfordské univerzitě.
Svou statí Mr. Keynes and the Classics (Pan Keynes a klasikové, 1937) v časopise Econometrica přispěl ke vzniku tzv. neoklasické syntézy. V témže článku se poprvé objevuje model IS-LL, později modifikovaný Alvinem Hansenem do podoby učebnicového modelu IS-LM (někdy též Hicks-Hansen IS-LM model).
Nobelovu cenu za ekonomii obdržel v roce 1972 za přínos k rozpracování teorie celkové rovnováhy a k rozvoji ekonomie blahobytu, řešení problému indexních čísel a reinterpretaci pojmu přebytku spotřebitele.

## Dílo
- Theory of Wages (Teorie mezd, 1932)
- Mr. Keynes and the Classics (Pan Kenyes a klasikové, 1937)
- Value and Capital (Hodnota a kapitál, 1939)
- Capital and Growth (Kapitál a růst, 1965)